# Bronx-Barbès
Pour les articles homonymes, voir Bronx (homonymie) et Barbès.
Pour plus de détails, voir Fiche technique et Distribution.
Bronx-Barbès est un film français réalisé par Éliane de Latour et sorti en 2000.

## Synopsis
À Abidjan, en Côte d’Ivoire, deux jeunes en quête d'identité cherchent refuge dans les gangs des quartiers pauvres d'Abidjan ( Bronx et Barbès ). Leurs aventures se croisent et la caméra va de l'un à l'autre. 

## Fiche technique
- Titre : Bronx-Barbès
- Réalisation : Éliane de Latour
- Scénario : Éliane de Latour, Emmanuel Bourdieu
- Photographie : Stéphane Fontaine
- Son : Olivier Schwob
- Musique : Philippe Miller, Michel Marre
- Montage : Anne Weil
- Sociétés de production : Hachette Première - Les Films d'Ici
- Pays :  France
- Genre : drame
- Durée : 110 minutes
- Date de sortie : 22 novembre 2000

## Distribution
- Jimmy Danger
- Akakpo Fortuné
- Antony Koulehy Diate
- Edwige Dogo
- Shang Lee Souleyman Kere
- Loss Syna Ousseni
- David Cyril Gue